# São Sebastião (Setúbal)
São Sebastião ist eine Gemeinde (Freguesia) im portugiesischen Kreis (Concelho) von Setúbal. In ihr leben 52.627 Einwohner (Stand 19. April 2021).
Zusammen mit der 2013 geschaffenen Stadtgemeinde União das Freguesias de Setúbal (São Julião, Nossa Senhora da Anunciada e Santa Maria da Graça) deckt sie das Stadtgebiet Setúbals ab.
Hier wurde Bocage (1765–1805) geboren, ein bedeutender portugiesischer Dichter der Aufklärung.